# Lijst van gemeentelijke monumenten in Teylingen
De gemeente Teylingen heeft 58 gemeentelijke monumenten. Hieronder een overzicht. 

## Warmond
De plaats Warmond kent 21 gemeentelijke monumenten:
| Object                                                                 | Bouwjaar                                  | Architect                    | Locatie                        | Coördinaten                   | Nr.        | Afbeelding                                                             |
| ---------------------------------------------------------------------- | ----------------------------------------- | ---------------------------- | ------------------------------ | ----------------------------- | ---------- | ---------------------------------------------------------------------- |
| Woonhuis (voormalige koetsierswoning)                                  | tweede helft 19e eeuw                     |                              | Mgr. Aengenentlaan 2           | 52° 12' 1" NB, 4° 30' 8" OL   | 1525/WN001 | Woonhuis (voormalige koetsierswoning)                                  |
| Begraafplaats                                                          |                                           |                              | Mgr. Aengenentlaan nabij nr. 5 | 52° 11' 57" NB, 4° 30' 3" OL  | 1525/WN002 | Begraafplaats                                                          |
| Woonhuis                                                               | derde kwart 19e eeuw                      |                              | Dorpsstraat 62B                | 52° 11' 51" NB, 4° 30' 16" OL | 1525/WN003 | Upload foto                                                            |
| Vaarboerderij "Mijn Ouders Wens" + hooiberg + schuur                   | 1937                                      |                              | Dorpsstraat 87                 | 52° 11' 53" NB, 4° 30' 27" OL | 1525/WN004 | Upload foto                                                            |
| Villa "Zijlzicht"                                                      | 18e eeuw                                  |                              | Herengracht 15                 | 52° 11' 51" NB, 4° 30' 28" OL | 1525/WN006 | Upload foto                                                            |
| Sint-Matthiaskerk: kerk + tuinaanleg + pastorie + park + begraafplaats | 1858                                      | Theo Molkenboer              | Herenweg 76-78                 | 52° 11' 52" NB, 4° 30' 10" OL | 1525/WN007 | Sint-Matthiaskerk: kerk + tuinaanleg + pastorie + park + begraafplaats |
| Christelijke kleuterschool, thans bibliotheek                          | 1886                                      |                              | Herenweg 80                    | 52° 11' 54" NB, 4° 30' 15" OL | 1525/WN008 | Christelijke kleuterschool, thans bibliotheek                          |
| Oorlogsmonument                                                        | Onthuld 13 september 1947                 | W. Geraerdts, A.J.P. Bakkers | Herenweg t.o. 109              | 52° 11' 58" NB, 4° 30' 18" OL | 1525/WN009 | Oorlogsmonument                                                        |
| Twee vrijstaande woonhuizen (nr. 115 en nr. 117)                       | 1918                                      |                              | Herenweg 115                   | 52° 12' 2" NB, 4° 30' 20" OL  | 1525/WN010 | Twee vrijstaande woonhuizen (nr. 115 en nr. 117)                       |
| Twee vrijstaande woonhuizen (nr. 115 en nr. 117)                       | 1921                                      |                              | Herenweg 117                   | 52° 12' 3" NB, 4° 30' 20" OL  | 1525/WN011 | Twee vrijstaande woonhuizen (nr. 115 en nr. 117)                       |
| Buitenhuis "Zonnehoek" met boothuis                                    | 1929                                      |                              | Hofpolder 12                   | 52° 12' 1" NB, 4° 31' 9" OL   | 1525/WN012 | Upload foto                                                            |
| Eendenkooi                                                             | 17e eeuw (aanleg kooi) 19e eeuw (stallen) |                              | Kooiploder/Menneweg            | 52° 13' 6" NB, 4° 31' 60" OL  | 1525/WN013 | Upload foto                                                            |
| Woonhuis (voormalige arbeiderswoning) in traditionele bouwtrant        | 1804                                      |                              | Melmansdam 1                   | 52° 11' 51" NB, 4° 30' 22" OL | 1525/WN014 | Woonhuis (voormalige arbeiderswoning) in traditionele bouwtrant        |
| Villa "Gerto" met voormalig koetshuis                                  | 1920                                      |                              | Oranje Nassaulaan 22-24        | 52° 11' 30" NB, 4° 29' 40" OL | 1525/WN015 | Villa "Gerto" met voormalig koetshuis                                  |
| Boerderij met boenhok                                                  | 17e eeuw (boerderij) 1911 (boekhoek)      |                              | Sweilandpolder 10              | 52° 12' 1" NB, 4° 32' 49" OL  | 1525/WN016 | Upload foto                                                            |
| Boerderij "Het Klaverblad" met zomerhuis, schuur en boenhok            | 1875                                      |                              | Sweilandpolder 12A-13          | 52° 11' 35" NB, 4° 32' 40" OL | 1525/WN017 | Upload foto                                                            |
| Boerderij "De Eenzaamheid " met zomerhuis en losse schuur (woningen)   | 1653 (aanleg polder) 1890 (voorgevel)     |                              | Zwanburgerpolder 5-6-7         | 52° 11' 50" NB, 4° 32' 0" OL  | 1525/WN018 | Upload foto                                                            |
| Twee Rolpalen                                                          |                                           |                              | Zijldijk                       | 52° 11' 33" NB, 4° 31' 50" OL | 1525/WN019 | Twee Rolpalen                                                          |

## Voorhout
De plaats Voorhout kent 20 gemeentelijke monumenten:
| Object                                                                | Bouwjaar                                 | Architect    | Locatie                           | Coördinaten                   | Nr.        | Afbeelding                                                            |
| --------------------------------------------------------------------- | ---------------------------------------- | ------------ | --------------------------------- | ----------------------------- | ---------- | --------------------------------------------------------------------- |
| Kwekerswoning “DRECHSBERG” met naastgelegen bollenschuur              | 1925                                     |              | Drechsburg 1-3                    | 52° 14' 20" NB, 4° 30' 30" OL | 1525/WN020 | Kwekerswoning “DRECHSBERG” met naastgelegen bollenschuur              |
| Kwekerswoning met bollenschuur "C. Janze"                             | 1879                                     |              | Engelselaan 5                     | 52° 13' 44" NB, 4° 29' 46" OL | 1525/WN021 | Kwekerswoning met bollenschuur "C. Janze"                             |
| Kwekerswoning met bollenschuur                                        | 1913                                     |              | Engelselaan 16-18                 | 52° 13' 43" NB, 4° 29' 44" OL | 1525/WN022 | Kwekerswoning met bollenschuur                                        |
| Woning in Expressionistische stijl (voormalige brandweerkazerne)      | 1925                                     |              | Ter Haar Romenystraat 1           | 52° 13' 9" NB, 4° 28' 56" OL  | 1525/WN023 | Woning in Expressionistische stijl (voormalige brandweerkazerne)      |
| R.K. Sint-Bartholomeüskerk                                            | 1883                                     | Evert Margry | Herenstraat 47                    | 52° 13' 18" NB, 4° 28' 57" OL | 1525/WN024 | Meer afbeeldingen                                                     |
| Pastorie (nr. 49) en notariskantoor (nr. 49A)                         | 1922                                     |              | Herenstraat 49-49A                | 52° 13' 18" NB, 4° 28' 58" OL | 1525/WN025 | Pastorie (nr. 49) en notariskantoor (nr. 49A)                         |
| Horeca                                                                | 1931                                     |              | Herenstraat 104-106               | 52° 13' 18" NB, 4° 28' 55" OL | 1525/WN026 | Horeca                                                                |
| Drie woningen met hoekwinkel "Engelsche Bosch"                        | ca. 1918                                 |              | Jacoba van Beierenweg 55-59       | 52° 13' 43" NB, 4° 29' 28" OL | 1525/WN027 | Drie woningen met hoekwinkel "Engelsche Bosch"                        |
| Bollenschuur "'t Soldaatje", thans bedrijfsruimte                     | 1925                                     |              | Jacoba van Beierenweg 97          | 52° 14' 16" NB, 4° 30' 23" OL | 1525/WN030 | Bollenschuur "'t Soldaatje", thans bedrijfsruimte                     |
| Kwekerswoning (nr. 120) met bollenschuur (nr. 120A)                   | ca. 1920                                 |              | Jacoba van Beierenweg 120-120A    | 52° 13' 48" NB, 4° 29' 31" OL | 1525/WN031 | Kwekerswoning (nr. 120) met bollenschuur (nr. 120A)                   |
| Bedrijfsruimte en woning                                              | 1905                                     |              | Jacoba van Beierenweg 130-132     | 52° 13' 55" NB, 4° 29' 43" OL | 1525/WN032 | Bedrijfsruimte en woning                                              |
| Bedrijfspand                                                          | 1928                                     |              | Loosterweg 5                      | 52° 14' 21" NB, 4° 30' 28" OL | 1525/WN033 | Upload foto                                                           |
| Villa "Huize Elsgeest"                                                | ca. 1940                                 |              | Rijnsburgerweg 5                  | 52° 12' 52" NB, 4° 28' 41" OL | 1525/WN034 | Upload foto                                                           |
| Boerderij met bakhuis, thans opgesplitst in 3 woningen                | 1642                                     |              | Spoorlaan 77-77bc                 | 52° 13' 32" NB, 4° 28' 59" OL | 1525/WN035 | Boerderij met bakhuis, thans opgesplitst in 3 woningen                |
| Woning met bedrijfsruimte (voormalige Kwekerswoning met bollenschuur) | 1910 (bollenschuur) 1913 (kwekerswoning) |              | Van den Berch van Heemstedeweg 31 | 52° 13' 44" NB, 4° 30' 13" OL | 1525/WN038 | Woning met bedrijfsruimte (voormalige Kwekerswoning met bollenschuur) |

## Sassenheim
De plaats Sassenheim kent 23 gemeentelijke monumenten:
| Object                                                                     | Bouwjaar                            | Architect           | Locatie                  | Coördinaten                   | Nr.        | Afbeelding                                                                 |
| -------------------------------------------------------------------------- | ----------------------------------- | ------------------- | ------------------------ | ----------------------------- | ---------- | -------------------------------------------------------------------------- |
| ’t Huis Ter Wegen                                                          | 1915                                |                     | Hoofdstraat 23           | 52° 12' 58" NB, 4° 30' 12" OL | 1525/WN039 | ’t Huis Ter Wegen                                                          |
| Pand bestaand uit een bouwlaag en schilddak                                | 1839                                |                     | Hoofdstraat 100          | 52° 13' 16" NB, 4° 30' 54" OL | 1525/WN040 | Pand bestaand uit een bouwlaag en schilddak                                |
| Voormalige gereformeerde kerk                                              | 1876                                | J. Guldemond        | Hoofdstraat 137a         | 52° 13' 21" NB, 4° 30' 58" OL | 1525/WN041 | Meer afbeeldingen                                                          |
| Bijdorp / Otto Advocatenkantoor                                            | 1904                                |                     | Hoofdstraat 151          | 52° 13' 24" NB, 4° 31' 2" OL  | 1525/WN042 | Bijdorp / Otto Advocatenkantoor                                            |
| Dubbele, symmetrische woonhuis in art-deco-stijl                           | 1925                                |                     | Hoofdstraat 161-163      | 52° 13' 30" NB, 4° 31' 10" OL | 1525/WN043 | Dubbele, symmetrische woonhuis in art-deco-stijl                           |
| Voormalig Huize St. Anna (voormalige R.K. school)                          | 1898                                | K. Huig             | Hoofdstraat 167          | 52° 13' 32" NB, 4° 31' 13" OL | 1525/WN045 | Voormalig Huize St. Anna (voormalige R.K. school)                          |
| St. Pancratiuskerk en pastorie                                             | Kerk: 1913-1929, pastorie 1870/1997 | J.H. Tonnaer (kerk) | Hoofdstraat 186-188      | 52° 13' 28" NB, 4° 31' 13" OL | 1525/WN046 | Meer afbeeldingen                                                          |
| Twee woonhuizen onder één kap van drie verdiepingen hoog                   | 1890/1901                           |                     | Hoofdstraat 294          | 52° 13' 45" NB, 4° 31' 35" OL | 1525/WN047 | Twee woonhuizen onder één kap van drie verdiepingen hoog                   |
| Twee woonhuizen onder één kap van drie verdiepingen hoog                   | 1890/1901                           |                     | Hoofdstraat 296          | 52° 13' 45" NB, 4° 31' 35" OL | 1525/WN048 | Twee woonhuizen onder één kap van drie verdiepingen hoog                   |
| Vrijstaand woonhuis in landhuisstijl                                       | 1929                                |                     | Hoofdstraat 338          | 52° 13' 52" NB, 4° 31' 44" OL | 1525/WN049 | Meer afbeeldingen                                                          |
| Poldergemaal                                                               | ca. 1935                            |                     | Industriekade 44         | 52° 13' 24" NB, 4° 32' 11" OL | 1525/WN050 | Upload foto                                                                |
| Voormalige school, gymzaal met bijruimten met Amsterdamse school-invloeden | 1930                                |                     | Jacoba van Beierenlaan 6 | 52° 13' 39" NB, 4° 31' 15" OL | 1525/WN051 | Voormalige school, gymzaal met bijruimten met Amsterdamse school-invloeden |
| PKN Julianakerk                                                            | 1912                                | Anema, Th           | Julianalaan 6            | 52° 13' 25" NB, 4° 31' 5" OL  | 1525/WN052 | PKN Julianakerk                                                            |
| Blok van zes woonhuizen                                                    | 1911                                | J.P. Oudshoorn      | Julianalaan 7            | 52° 13' 27" NB, 4° 31' 1" OL  | 1525/WN053 | Blok van zes woonhuizen                                                    |
| Voormalige pastorie                                                        | 1912                                | Anema, Th           | Julianalaan 8            | 52° 13' 27" NB, 4° 31' 2" OL  | 1525/WN054 | Voormalige pastorie                                                        |
| Bedrijfsruimte                                                             | na 1925                             |                     | Kastanjelaan 14A         | 52° 13' 41" NB, 4° 31' 35" OL | 1525/WN055 | Upload foto                                                                |
| Woning (voormalige kwekerswoning annex bollenschuur)                       | ca. 1905-1915                       |                     | Molenstraat 4-4ABC       | 52° 13' 44" NB, 4° 31' 37" OL | 1525/WN056 | Woning (voormalige kwekerswoning annex bollenschuur)                       |
| Twee woonhuizen onder één rietgedekte kap                                  | 1922/1930                           |                     | Parklaan 51              | 52° 13' 33" NB, 4° 31' 36" OL | 1525/WN057 | Twee woonhuizen onder één rietgedekte kap                                  |
| Twee woonhuizen onder één rietgedekte kap                                  | 1922/1930                           |                     | Parklaan 53              | 52° 13' 33" NB, 4° 31' 37" OL | 1525/WN058 | Twee woonhuizen onder één rietgedekte kap                                  |
| Park Rusthoff                                                              | ca. 1820 / 1825                     |                     | Park Rusthoff            | 52° 13' 32" NB, 4° 31' 29" OL | 1525/WN059 | Park Rusthoff                                                              |
| Woning met schuur (voormalige Kwekerswoning “Marie” met bollenschuur)      | 1910-1920                           |                     | Teylingerlaan 63         | 52° 13' 59" NB, 4° 31' 11" OL | 1525/WN060 | Woning met schuur (voormalige Kwekerswoning “Marie” met bollenschuur)      |
| Paviljoen met douche bij voormalig natuurzwembad                           | 1931                                |                     | Van Pallandtlaan         | 52° 13' 32" NB, 4° 32' 2" OL  | 1525/WN061 | Upload foto                                                                |
| Voormalig Gemeentehuis                                                     | 1929                                | J.C. Meischke       | Wilhelminalaan 1-3       | 52° 13' 29" NB, 4° 31' 9" OL  | 1525/WN062 | Voormalig Gemeentehuis                                                     |